# Лиман, Джеральд
Джеральд Грант «Микроб» Лиман (англ. Gerald Grant «Germ» Leeman;  Осейдж  (по другим данным Литл-Сидар), Айова, США — 10 октября 2008, Сидар-Фолс, Айова, США) — американский борец вольного стиля, серебряный призёр Олимпийских игр по борьбе 

## Биография
Родился в Айове в 1922 году. В детстве получил прозвище Микроб, которое получил от одного из детей на футбольном поле: «Он пробегает во все дырки как маленький микроб»
Начал заниматься борьбой в старшей школе Osage High School. В 1940 году стал чемпионом США по версии Аmateur Athletic Union (регулярный чемпионат страны).  В 1939—1941 годах был также чемпионом штата.
С 1943 по 1945 год служил в качестве пилота самолёта в ВМС США.
В 1946 году продолжил обучение в педагогическом колледже Айовы (ныне Университет Северной Айовы) и в это время стал чемпионом по версии NCAA (среди студентов), через 6 лет после получения звания чемпиона страны. Представлял США на Олимпийских играх 1948 года, боролся в легчайшем (до 57 килограммов) весе, и завоевал серебряную медаль Олимпийских игр.
См. таблицу турнира
После окончания карьеры в 1949 году стал тренером Fort Dodge High School, а с 1952 по 1970 год работал тренером в Лихайском университете.
Умер в 2008 году от рака. Оставил жену, двух сыновей и дочь.
Член Зала славы борьбы Айовы и Пенсильвании, член Национального Зала славы борьбы США (2005) . Вошёл в число лучших 50 спортсменов Айовы по версии Sports Illustrated.